# 好井裕明
好井 裕明（よしい ひろあき、1956年7月 - ）は、日本の社会学者。摂南大学現代社会学部特任教授 。

## 略歴
大阪市生まれ。1980年東京大学文学部社会学科卒、1985年同大学大学院博士課程単位取得満期退学、1999年「批判的エスノメソドロジーの語り-差別の日常を読み解く」で京都大学より文学博士の学位を取得。広島修道大学勤務、裁判係争ののち広島国際学院大学現代社会学部教授、2003年筑波大学社会科学系教授。2012年日本大学文理学部社会学科教授。

## 著書
- 『批判的エスノメソドロジーの語り 差別の日常を読み解く』新曜社 1999
- 『「あたりまえ」を疑う社会学 質的調査のセンス』光文社新書 2006
- 『差別原論 〈わたし〉のなかの権力とつきあう』平凡社新書 2007
- 『ゴジラ・モスラ・原水爆 特撮映画の社会学』せりか書房 2007
- 『違和感から始まる社会学 日常性のフィールドワークへの招待』光文社新書 2014
- 『差別の現在 ヘイトスピーチのある日常から考える』平凡社新書 2015
- 『「今、ここ」から考える社会学』ちくまプリマー新書 2017

## 共編著
- 『排除と差別のエスノメソドロジー 「いま-ここ」の権力作用を解読する』山田富秋共著 新曜社 1991
- 『エスノメソドロジーの現実 せめぎあう<生>と<常>』世界思想社 1992
- 『エスノメソドロジーの想像力』山田富秋共編 せりか書房 1998
- 『会話分析への招待』山田富秋,西阪仰共編 世界思想社 1999
- 『フィールドワークの経験』桜井厚共編 せりか書房 2000
- 『実践のフィールドワーク』山田富秋共編 せりか書房 2002
- 『差別と環境問題の社会学』桜井厚共編 新曜社 (シリーズ環境社会学) 2003
- 『社会学的フィールドワーク』三浦耕吉郎共編 世界思想社 2004
- 『繋がりと排除の社会学』明石書店 2005
- 『排除と差別の社会学』有斐閣選書 2009
- 『エスノメソドロジーを学ぶ人のために』串田秀也共編 世界思想社 2010
- 『セクシュアリティの多様性と排除』明石書店 (差別と排除の「いま」) 2010
- 『〈当事者〉をめぐる社会学 調査での出会いを通して』宮内洋共編 北大路書房 2010

## 翻訳
- ロバート・E.パーク『実験室としての都市 パーク社会学論文選』町村敬志共編訳 御茶の水書房 1986
- ケン・プラマー『セクシュアル・ストーリーの時代 語りのポリティクス』桜井厚,小林多寿子共訳 新曜社 1998
- R.M.エマーソン,R.I.フレッツ,L.L.ショウ『方法としてのフィールドノート 現地取材から物語作成まで』佐藤郁哉,山田富秋共訳 新曜社 1998

## 参考
- 「違和感から始まる社会学」 ISBN 4334037933